# Geuzenwijk
Geuzenwijk is een buurt in Utrecht, in de Nederlandse provincie Utrecht. De buurt ligt in de wijk Noordwest, subwijk Zuilen. De buurt telde samen met de Driehoek in 2023 3.955 inwoners. De wijk ligt langs de westelijke oever van de rivier de Vecht.

## Betonbuurt
De Geuzenwijk heeft straten die genoemd worden naar de Geuzen die in de Tachtigjarige Oorlog vochten, zoals Blois van Treslong, Koppestok, Cornelis Roobol, Ruychaver en Sonoy. Vroeger stond de wijk bekend als de 'Betonbuurt' vanwege de in de jaren dertig in serie gebouwde, witte arbeidershuisjes. Daarnaast had de buurt:
- Drie scholen, de katholieke Salvatorschool, de Jan Ligthartschool en de Scheepstraschool, die niet meer bestaat. Er is tegenwoordig wel een islamitische school, de Aboe Da'oedschool.
- Allerlei kleine winkeltjes. Het oude kruidenierswinkeltje van de familie Pot groeide onder dochter Hetty Pot uit tot de buurtsuper, maar ook deze is inmiddels al jaren verdwenen.
- Het Noorderbad: tussen Geuzenwijk en de Vechtoever werd in 1934 het Noorderbad aangelegd. Het was een groot rechthoekig buitenbad met glijbaan. Aan de lange zijde stond een rij kleedhokjes. In 1994 werd het gesloten. Op het terrein van het voormalige Noorderbad is in 1998 in opdracht van BAM Vastgoed een complex van 80 eengezinswoningen in twee grote blokken gebouwd. Het ontwerp is van Verheijen Verkoren De Haan BV uit Leiden.

## Sloop in 2008
In 2008 zijn aan de zuidkant van de Geuzenwijk 200 sociale huurwoningen gesloopt door de socialewoningbouwstichting Mitros in het kader van het project 'Utrecht Vernieuwt' dat in 2002 werd opgesteld. Door de sloop werd een deel van de Nicolaas Ruychaverstraat opgeheven. Deze straat, met name het gesloopte deel, heeft meerdere jaren achter elkaar de titel "Mooiste straat van Zuilen" gewonnen. Met dit project voor het verbeteren van de wijken in Utrecht worden er in totaal 9500 sociale huurwoningen vervangen en 3000 gerenoveerd. In de periode van 2009-2011 zijn er nieuwe woningen gebouwd door Mitros deels bestemd voor de sociale verhuur en deels voor de verkoop/vrijesectorverhuur (Geuzenvestecomplex). Een gedeelte van de gesloopte wijk rond de Van der Marckstraat heeft lang braak gelegen. Door tegenvallende animo bij de voorverkoop van de hier geplande 46 woningen was de ontwikkeling van het project (Van der Marckhof) tijdelijk stilgelegd door Mitros. Er werd tijdelijk een grasveld aangelegd. In april 2014 is er een burgerinitiatief geweest om het braakliggende terrein in te zaaien met bloemen. Vanwege de harde uitgedroogde kleigrond die eigenlijk alleen machinaal bewerkt kon worden zijn uiteindelijk alleen delen van de buitenrand ingezaaid. Inmiddels is het braakliggende terrein bebouwd met nieuwbouw woningen .

## Geuzenvestecomplex
Het gebouw op de hoek van de Marnixlaan en de Van Hoornekade is in 2011 opgeleverd. In het complex zijn naast de 161 koop-/vrijesectorhuurwoningen een zorgcomplex van Careyn en het Centrum voor Jeugd en Gezin (CJG) gevestigd. Het complex heeft appartementen en maisonettes gelegen aan de Marnixlaan en de Van Hoornekade. Aan de Blois van Treslongstraat staan eengezinswoningen. Het complex omsluit een grote binnentuin. Ernaast ligt nog een gebouw aan de Van Hoornekade met 56 sociale huurwoningen.
Bij de bouw van het Geuzenvestecomplex zijn archeologische overblijfselen gevonden uit de Romeinse tijd en van een middeleeuws klooster van de Kartuizers orde. Van het klooster resteert nu nog steeds het poortgebouw aan de Laan van Chartroise. Het klooster werd in 1580 tijdens de reformatie afgebroken. In de 16e eeuw werd er op het grondgebied van het voormalig klooster een Hofstede gebouwd. De gemeente kocht in 1905 de hofstede ten behoeve van de stadsuitbreiding naar het noorden.
2e Daalsebuurt en omgeving · de Driehoek · Egelantierstraat, Mariëndaalstraat e.o. · Elinkwijk en omgeving · Geuzenwijk · Julianapark en omgeving · Loevenhoutsedijk en omgeving ·  Ondiep · Prins Bernhardplein en omgeving · Queeckhovenplein en omgeving · Schaakbuurt · Zuilen-Noord